# Континуум (музыкальный инструмент)

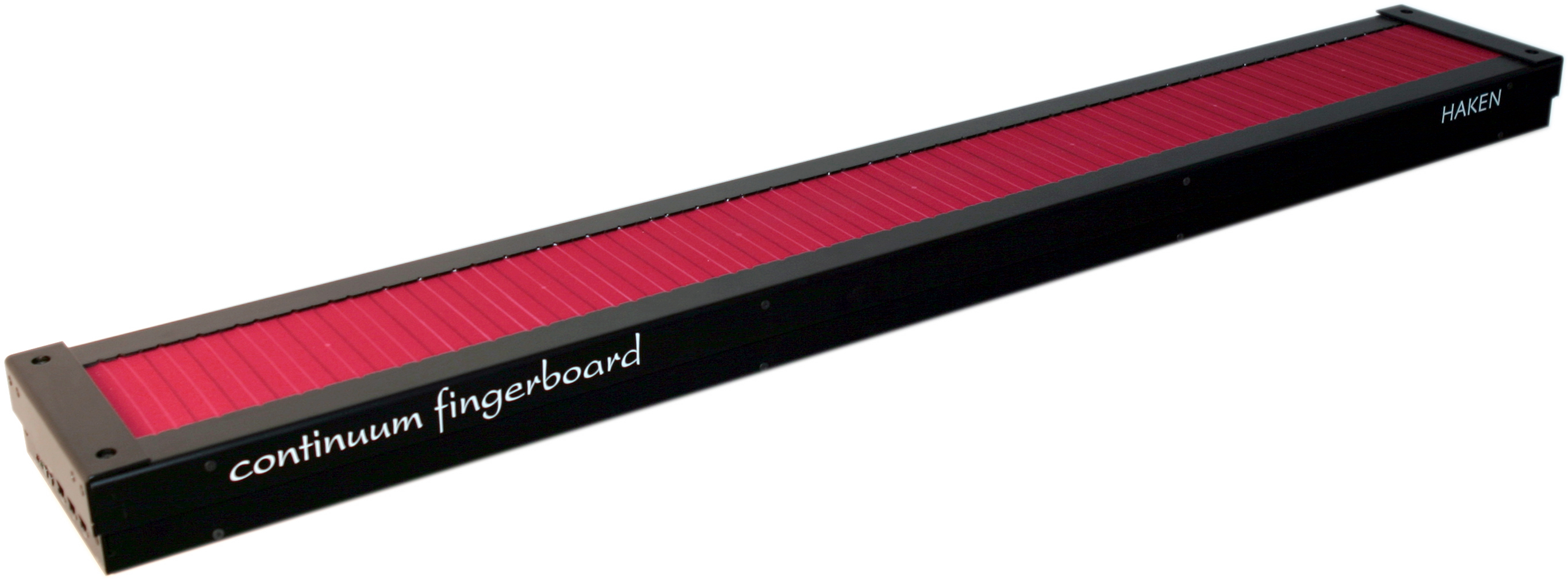
Полноразмерная версия инструмента

Континуум (Continuum Fingerboard, Haken Continuum) — электронный музыкальный контроллер, разработанный Липпольдом Хакеном, профессором электроники и вычислительной техники университета штата Иллинойс.
Новая версия контроллера, лишившись интерфейса IEEE1394, приобрела внутренний тон-генератор, позволяющий продемонстрировать основные возможности инструмента. В данный момент доктор Хакен работает над очередной версией прошивки, которая существенно расширит функциональные возможности интерфейса.

## Устройство
Инструмент представляет собой неопреновую рабочую поверхность размерами примерно 19 сантиметров в высоту и 137 (для полноразмерной версии) или 72 (для половинной) сантиметров в длину. Диапазон изменения высоты звука составляет 9350 центов (около 7,8 октав) для полноразмерной версии и 4610 центов (около 3,8 октав) для укороченной. Время отклика инструмента составляет 1,33 миллисекунды. Сенсоры под рабочей поверхностью определяют положение пальцев в двух измерениях и силу давления. Инструмент позволяет изменять высоту звука с разрешением в один цент и таким образом извлекать звуки с высотой, не входящей в равномерно темперированный строй — в частности, выполнять слайды и вибрато. Программное обеспечение позволяет «округлять» высоту звука для получения равномерно темперированного строя или других строёв. При этом присутствует возможность управлять дискретностью и продолжительностью «округления» в реальном времени.
Помимо высоты звука, инструмент передаёт два дополнительных параметра, изменяющихся в зависимости от силы давления и положения пальцев по вертикали. Эти параметры могут использоваться для управления различными параметрами синтеза звука — например, сила давления может изменять громкость ноты, а положение пальцев по вертикали — тембр инструмента.
Инструмент поддерживает одноголосый режим и режим с 16-голосой полифонией.

## Исполнители
Одним из наиболее известных музыкантов, использующих Континуум в современной музыке, является клавишник группы Dream Theater Джордан Рудесс. Инструмент был использован при записи песен «Octavarium» и «Sacrificed Sons» для альбома Octavarium, а также в конце песни «The Dark Eternal Night» в альбоме 2007 года Systematic Chaos. Использование инструмента можно увидеть на концертном DVD 2006 года Score.
Континуум был использован Джоном Уильямсом для создания музыки к кинофильму Индиана Джонс и Королевство хрустального черепа.